# Phyllophanes
Phyllophanes é um gênero de traça pertencente à família Agonoxenidae.